# Сакулеу
Сакулеу, Zaculeu (традиционно) или Saqulew (современное написание на языке киче) — археологический памятник культуры майя в высокогорьях современной Гватемалы, невдалеке от города Уэуэтенанго. Был столицей постклассического государства Мам, возникшего на руинах цивилизации майя.
На языке киче название города звучит Сак-Цоц (Saq = «белый» и Ch’och' = «земля», Zac Tz’otz). Название Сак-Цоц сохранилось в хрониках о походе Педро де Альварадо, который участвовал в осаде города.
Впервые город был заселён в 5 веке н. э. В зданиях этой эпохи заметно влияние Теотиуакана. Крупнейшие сооружения относятся к классической эпохе, а также несколько площадей и групп зданий ранней и поздней постклассической эпох. Сакулеу является церемониальным центром майя (община Мам) со времён существования государства Мам и до настоящего времени.
На месте Сакулеу сохранилось несколько пирамид-храмов, правительственные дворцы, несколько площадей, стадион для игры в мяч. В древности город был окружён крепостными стенами.
Ко времени испанского вторжения население в основном переселилось в Шинабахуль (Xinabahul), ныне город Уэуэтенанго, однако укрепления Сакулеу использовались во время войны с конкистадорами.
Педро де Альварадо штурмовал город в 1525 г., однако хорошо защищённый город отбил первую атаку испанцев. Альварадо оставил своего брата Гонсало де Альварадо руководить осадой во главе 40 всадников, 80 пехотинцев и около 2000 союзников из племён центральной Мексики. Обороной города руководил царь страны Мам по имени Кайб'иль Б'алам (en:Kayb'il B'alam) во главе 5000 человек (из хроник не ясно, было ли это число воинов или общее население Сакулеу).
После месячной осады население города сократилось из-за голода и в октябре город капитулировал перед испанцами. После этого он был заброшен, а в 5 км от него основан новый город Уэуэтенанго.
В конце 1940-х гг. «Юнайтед Фрут Компани» (en:United Fruit Company) финансировала археологические раскопки и реставрацию сооружений, в частности, покрытие зданий новой белой известью, которая, как известно из исторических источников, часто наносилась на здания культуры майя.
Сакулеу открыт для посещения туристами, имеется небольшой музей.